# Хоробичі
Хоро́бичі — село в Україні, у Городнянській міській громаді, Чернігівського району Чернігівської області. Населення становить 399 осіб. До 2020 орган місцевого самоврядування — Хоробицька сільська рада.

## Географія
Відстань до центру громади становить 17 км і проходить автошляхом місцевого значення. У селі на станції Хоробичі діє пункт контролю Хоробичі на кордоні з Білоруссю.

## Історія
"Хоробичі (Хоробричі) - у 1729–1730 рр. деревня (маленьке селище без церкви) при рівчаку Неслуш. 12 дворів. Володіння городнянського сотника Андрія Стаховича (отримав Хоробичі від Полуботка), деякий час залишалось за вдовою Стаховича – Марією Іванівною (за універсалом від 12 червня 1716 р. гетьмана Скоропадського). Від удови село, як посаг її дочки Ганни, спочатку дісталось зятю – канцеляристу Андрію Борзаковському, той помер, а дочка вийшла заміж за Самійла Холодовича (у 1726 р. наказний сотник Городнянської сотні) - він отримав Хоробичі з „усіма околичностями”.
1765–1769 рр. козацьких дворів –  8, стрільців – 31. Власниками були зяті Холодовича - бунчуковий товариш Іван Думитрашка (12 хат підданих), військовий товариш Василь Дем’янович Рубець (17), возний Андрій Панашатенко (8), та ще кілька хат. Був шинок.
1859 р.– 1255 жителів.
1901 р.– 1544 жителя.
Завдяки Наталі Семплікевич, доньці хоробицького землевласника (Олександр Тимофійович Семплікевич 1841-1917, генерал-лейтенант, військовий юрист) залишилась унікальна памʼятка - фотографії мешканців с. Хоробичі, зроблені в 1910-х роках. Альбом зберігається у Чернігівському історичному музеї ім. В.В. Тарновського.
1920 р.– 2058 жителів. Господарств – 408.
Про село згадує в мемуарах радянський підполковник Бадєєв А.Т., який виріс і закінчив школу в Хоробичах. Зокрема, там згадується про молодшу доньку Семплікевичів - Варвару: 
"Варвара – наймолодша з дочок – допомогла врятувати село від знищення під час фашистської окупації. Взимку 1941 року саме вона наважилася звернутися до німецьких офіцерів із проханням не спалювати Хоробичі. Сусіднє село Лемешівку, через яке пройшов Ковпак зі своєю бригадою, фашисти спалили вщент. Відважна жінка чудово володіла німецькою мовою та зуміла переконати карателів у тому, що міст через залізничні колії підірвали партизани, а не тутешні селяни. Село не зачепили. Але після війни Варвару Олександрівну засудили за доносом «доброзичливців» та заслали на Соловки за те, що «була перекладачкою у ворогів»."
12 червня 2020 року, відповідно до розпорядження Кабінету Міністрів України № 730-р від «Про визначення адміністративних центрів та затвердження територій територіальних громад Чернігівської області», село увійшло до складу Городнянської міської громади.
19 липня 2020 року, в результаті адміністративно-територіальної реформи та ліквідації Городнянського району, село увійшло до складу Чернігівського району.

## Населення
Згідно з переписом УРСР 1989 року чисельність наявного населення села становила 881 особа, з яких 386 чоловіків та 495 жінок.
За переписом населення України 2001 року в селі мешкало 629 осіб.
Населення станом на 2023 рік 402 осіб.
| Мова            | Кількість | Відсоток |
| --------------- | --------- | -------- |
| українська      | 583       | 92.69%   |
| російська       | 37        | 5.88%    |
| вірменська      | 7         | 1.11%    |
| білоруська      | 1         | 0.16%    |
| інші/не вказали | 1         | 0.16%    |
| Усього          | 629       | 100%     |